# بوب سميث (لاعب كرة قاعدة أمريكي)
بوب سميث (بالإنجليزية: Bob Smith)‏ هو لاعب كرة قاعدة أمريكي، ولد في 10 مايو 1974 في أوكلاند في الولايات المتحدة.

## وصلات خارجية
- بوب سميث على موقعبيزبول رفرنس.كوم (الدوري الرئيسي) (الإنجليزية)
- بوب سميث على موقعبيزبول رفرنس.كوم (الدوري الثانوي) (الإنجليزية)